# Våtvoll
Våtvoll est une localité du comté de Troms, en Norvège.

## Géographie
Administrativement, Våtvoll fait partie de la kommune de Kvæfjord.